# یواس‌ان‌اس میشن سن میگوئل (تی-ای‌او-۱۲۹)
یواس‌ان‌اس میشن سن میگوئل (تی-ای‌او-۱۲۹) (به انگلیسی: USNS Mission San Miguel (T-AO-129)) یک کشتی بود که طول آن 524 ft (160 m) بود. این کشتی در سال ۱۹۴۳ ساخته شد.